# إذاعة أنغولا الوطنية
إذاعة أنجولا الوطنية هو محطة إذاعية وطنية في أنجولا . يقع مقرها في العاصمة لواندا . تبث المحطة بالبرتغالية والإنجليزية والفرنسية والإسبانية واللغات المحلية الرئيسية، وتديرها حكومة أنجولا .

## روابط خارجية
- الموقع الرسمي (بالبرتغالية)